# Georgi Konstantinowitsch Nikiforow

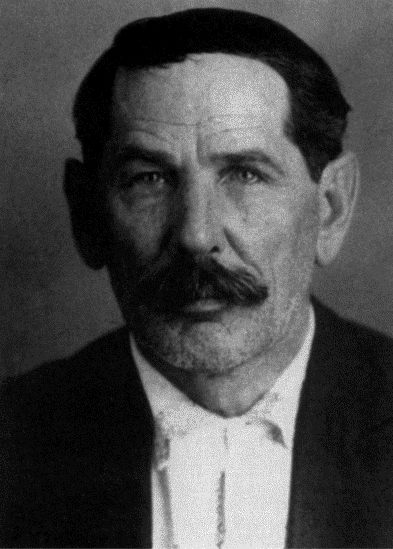
Georgi Konstantinowitsch Nikiforow (1938)

Georgi Konstantinowitsch Nikiforow (russisch Георгий Константинович Никифоров; * 26. Maijul. / 7. Juni 1884greg. in Saratow; † 2. April 1938 in Leningrad) war ein sowjetischer Dichter, Dramatiker und Prosaist.
Bekannt wurde Nikiforow durch seinen Roman Bei der Laterne (У фонаря, 1927).
Georgi Nikiforow entstammt einer Arbeiterfamilie. Nach der Schulzeit wurde er im Alter von 13 Jahren Dreher und arbeitete bis zur Revolution in einer Wagenfabrik in Tambow. In Tambow schloss sich Nikiforow den revolutionären Studentenbewegungen an und nahm 1905 an den Dezemberaufständen in Moskau teil. In der Folge dieser Aufstände wurde er verhaftet. Nach seiner Entlassung arbeitete er als Dreher, Lastenträger und Filmvorführer.
Von 1914 bis 1923 arbeitete Nikiforow in Tscheljabinsk. Dort trat er 1917 der Kommunistischen Partei der Sowjetunion bei und nahm am Bürgerkrieg teil. Ab 1918 begann Nikiforow in den Journalen Krasnyj trud (Красный труд), Priuralski bolschewik (Приуральский большевик) sowie in der Zeitung Sowjetskaja prawda (Советская правда) Gedichte zu veröffentlichen. Nach einer Reise nach Moskau, begann er, sich ernsthaft mit dem Schreiben zu beschäftigen. Ab Mitte der 1920er Jahre veröffentlichte Nikiforow mehrere Erzählungen und Romane, die vor allem revolutionäre Themen beinhalteten. Nikiforow war Mitglied in den Autorenvereinigungen „Kusniza“ und „Oktjabr“.
Georgi Nikiforow wurde 1937, im Zuge des stalinistischen Terrors, verhaftet und 1938 in Gefangenschaft erschossen. Im Jahr 1956 wurde er posthum rehabilitiert.

## Werke (Auswahl)
- Sedyje dni (Седые дни, 1925)
- U fonarja (У фонаря, 1927)
- Stepanida (Степанида, 1927)
- Schenschtschina (Женщина, 1929)
- Wstretschny weter (Встречный ветер, 1930)
- Jedinstwo (Единство, 1933)
- Mastera (Мастера, 1935–37)